# Henning Olsson
Henning Nørholm Olsson (født 26. april 1951 i Nordby på Fanø) er en dansk journalist og politisk redaktør på DR.
Olsson blev uddannet ved Vestkysten (nuværende JydskeVestkysten) i Esbjerg i 1969. I 1977 kom han til Miljøstyrelsen som informationsmedarbejder. I 1978 blev han ansat ved Politiken, først som arbejdsmarkeds- og indenrigsreporter, men allerede fra 1979 som chef for bladets politiske redaktion. I 1988 blev han pressechef i DSB, men vendte i 1991 tilbage til Politiken. I 1994 blev han ansat som DR's politiske redaktør på Christiansborg. Var formand for Folketingets Presseloge fra 2007 til 2013.